# Cementeri del Cabanyal
El Cementeri del Cabanyal està situat a l'actual barri de la Carrasca (districte d'Algirós) de València, a poca distància de la població a la qual va pertànyer històricament: el Cabanyal.
Es va acabar de construir a l'any 1880 a la vora de l'històric camí del Cabanyal, allunyat de l'aleshores municipi del Poble Nou de la Mar i rodejat de terres d'horta. A les seues instal·lacions descansen les restes d'importants personalitats com les de l'escultor Marià Benlliure, el pintor i gravador Ernest Furió, el doctor Vicent Lluch i l'aristòcrata Eugenia Viñes.
L'edifici està protegit com a Bé de Rellevància Local.

## Història
L'obra de construcció s'inicia l'any 1867, quan es deixa de soterrar a les rodalies de les esglésies. En el cas del Poble Nou de la Mar, aquesta funció la realitzava l'Església del Rosari. El primer disseny és de l'arquitecte Antonio Duet Greses i el 1868, abans de ser finalitzat i de forma provisional, el mossèn de l'Església dels Àngels el va beneir.
El 1899 l'arquitecte José María Manuel Cortina projecte la façana principal del cementeri.